# Neasden
Neasden est une zone du nord-ouest de Londres, située dans le borough de Brent, et desservie par la Jubilee line (station Neasden).